# Nannonetta invisitata
Nannonetta invisitata — викопний вид гусеподібних птахів родини Качкові (Anatidae). Птах існував у кінці плейстоцену (126-12 тис. років тому). Скам'янілі рештки знайдені у смоляному горизонті в Перу. Відомий лише по голотипу (ROM 13689), що складається лише з правої плечової кістки.